# Pselaptrichus propinquus
Pselaptrichus propinquus är en skalbaggsart som beskrevs av Schuster och Marsh 1956. Pselaptrichus propinquus ingår i släktet Pselaptrichus och familjen kortvingar. Inga underarter finns listade i Catalogue of Life.